# トラブル☆ウィッチーズ
『トラブル☆ウィッチーズ 〜アマルガムの娘たち〜』（トラブルウィッチーズ アマルガムのむすめたち）は、同人サークルのスタジオシエスタより発売されたシューティングゲームである。同人ゲームとしてWindows版が発売された後に、商業作品として、アーケード版、Xbox 360版『トラブル☆ウィッチーズ ねぉ!』が発売されることとなった。また、続編の『トラブル☆ウィッチーズ2 〜気持ちを無くした龍の末裔〜』が予定されていたが発売中止となった。ゲームではないが、キャラクターを用いたiPhoneのアプリも発売されている。
ちなみに、2001年にforから発売されたWindows用アダルトゲーム『とらぶるウィッチーズ！！』とは無関係である。

## トラブル☆ウィッチーズ 〜アマルガムの娘たち〜

### ゲームシステム
横スクロールシューティングで敵弾、または敵本体に接触するとワンミスとなる。自機の表示は大きいが被弾するポイントはキャラクターの胸元辺りのみと、かなり小さく設定されている。
敵を撃破するとゴールドコイン（お金）が出現し、これを回収して「道中で出現するショップから武器を購入するシステム」が採用されている。
同種のシステムは『ファンタジーゾーン』や『オーダイン』、『ロストワールド』、『マジカルチェイス』などで見られる。
ボタンは「ショット」、「魔法陣展開」、「武器カード使用」の3つを使用する。
キャラクターごとにそれぞれ特性の異なったショットと、オプションである使い魔を使用する。
ショットを恒常的に強化するようなパワーアップアイテムは存在せず、基本ショットの性能はキャラクターごとに固定。
後述のカード使用によって一時的なパワーアップはする。
魔法陣展開ボタンを押すことで、使い魔を中心に魔法陣を展開・解除が行われる。
魔法陣には領域に入ったほとんどの敵弾を遅くする効果がある。弾を避けやすくするだけでなく、この状態で敵を倒すと倒した敵の撃ってきた弾がゴールドコインに変化する。ゴールドコインはショップでの買い物に必要な他、スコアにも加算される。
つまり、敵に弾を撃たせて魔法陣で受け止めてから撃破することが稼ぎの基本となる。
なお、魔法陣使用中はMPゲージを使用し、0になると強制的に解除される。MPゲージは、魔法陣を使用していないときに自動で回復する。また、魔法陣解除時に、影響を受けていた敵弾は色が変化し、自機の方向へ転換する。この変化弾を再度魔法陣に入れるとコインに変換する。
ゴールドコインと引き換えに購入したカードを武器カードボタンを押すことで使用し、カードの種類に応じてショットを一定時間変化させることができる。
所持できるカードは3枚まで。使用後、一定時間経過するか、被弾すると効果は終了し、カードもなくなる。
カードによるパワーアップ中に敵を撃破するとスターコインが出現し、得られる得点の倍率を上げることができる。

### キャラクター

#### プレイヤーサイド
プリル＝パトアール
片田舎に住む見習い魔法使いの少女。幼い頃に離れ離れになったが偉大なる魔女の娘で、将来は母親のような魔女になるために「カブラ＝イネヨ」という魔女に弟子入りし、修行中。一人前の魔女になるための試練として、今回の事件を解決する事になる。使い魔は黒猫のアル。とある魔法使いが一時的に手を貸すために用意した使い魔らしい。
アクア＝シープ＝シール
海底の自称天才魔法アイドルの少女。子役からデビューし、芸能界でも注目を浴びていたが最近は今ひとつ活躍せず、バラエティ番組の出演ばかりでアイドルとして伸び悩んでいた所を、討伐のチラシを発見。活躍して一躍有名になる為に今回の事件に立ち向う。使い魔はマネージャーであり執事でもあるシュプール・シケール。魔法使いとしての力はあるがなぜかマンボウの姿をしている。
ユーキ＝ロンゲート
天空にある謎の扉を守る一族の少女。幼い頃に母親を亡くし、父親の方も一族のしきたりによる仕事に勤しんでいるため、かまってもらいたくて我侭な性格をしている。せっかくの誕生日なのに、全く相手にされなかったために地上へ家出してしまう。そこで偶然チラシを見つけ、うさ晴らしをするために今回の事件に挑む。外からの交流や親の愛情がなかったため、人との接し方を知らず、つい邪険な態度をとってしまう。使い魔はミニッツ。本当は母親代わりの人間を造ろうとしたが、なぜかブタのような魔法生物が出来上がってしまったためそのままお目付け役として行動している。
シエス＝ファブリク＝タイニードリーム
自分が何者か分からず、とても退屈な毎日を悪事で過ごしている少女。手先が器用でぬいぐるみから服まで簡単に作り上げる。着ている服は、「シエスたん」とかいう絵本の登場人物のコスプレであり、シエスという名前も恐らくその登場人物のものであり、本名は自分でも分かっていない。今回の事件も単なる退屈しのぎ。使い魔はぬいぐるみのびーすと。なぜか敷石を欲しがっている。ゲーム中では中ボスとして登場するが、同人版では隠しキャラクターとして自機に登場する（ゲーム中に二人登場する矛盾があるが、『Origin』では敵側は「ツエス」と命名された）。
ルイ＝レオンダイク
『AC』からの追加キャラクター。両親が抱えた莫大な借金を返すために単身エイヘムランドに向かった関西弁が特徴の活発な少女。しかし、持ち合わせもないので電車にも乗れず途方にくれていた所でチラシを発見する。討伐の報酬として借金を棒引きにするために事件解決をする。使い魔は借金鳥（誤字ではなく借金取りの鳥）の鴉のトラス。
シンフィー＝ポーラット
『AC』からの追加キャラクター。エイヘムランドから遠く離れた妖精の国のお姫様。猫耳のついた穏やかで優しい少女で、人間の世界はあまり好きではないが、そこから聞こえる歌声や笑い声は好んでいる。ふと気がつくと、普段している王冠がなくなっており、誰かが盗んだと思い込んで犯人を捜すために事件に向かう。使い魔は小さな象の姿をした家来のポン太。王冠は盗まれていない事をなかなかつっこめずにいる。妖精なので見た目は普通の少女と変わらないが、年齢は314歳とXbox 360版が出るまでは最年長だった。
コノン＝ミルディアッツェ＝クラーコフ
『AC』からの追加キャラクター。寒冷地の小さな村に立つ教会の大司教を務める少女。厳格で偏った思想を持つので信者は一人もおらず、かなり貧しい生活を送っている。信者を獲得し、その教えを広める為に今回の事件に挑む。使い魔はバックベアードのような姿をしている自称コノンの父、コノンパパ。アーケード版では隠しキャラクターとして登場している。
ラーヤ＝アークトゥルス
『AC』からの追加キャラクター。この世が始まる前から続いているという王国の皇女。歌や踊りが好きで占いが得意だが、いつも凶兆ばかりで自信をなくしている。ドラウプニールを封印したリングを作ったのは彼女の王国であり、王の命令でドラウプニールを倒す救世主を探すためにエイヘムランドに向かう。使い魔はランプヘビのシェーシャ。蛇なのに亀のような姿をしている。アーケード版では隠しキャラクターとして登場している。
九条櫻子（くじょう さくらこ）
『ねぉ！』のみの追加キャラクター。日本のような国に住む陰陽師の少女。アニメ好きで念願の魔法少女になろうとエイヘムランドに向かう。使い魔は白い狛犬のような姿をしている式神、うるち。お餅が好きな彼女のイメージなのか、尻尾が柏の葉っぱになっている。
『Origin』では文忌寸コザクラの教育係を務めていたが、消息不明になっている。
リュッカ＝ユーリエヴナ＝ヴィクノール
『ねぉ！』のみの追加キャラクター。蝙蝠のような衣装に身を包んだ魔界の国の王女。一途な想いを胸に地上、そしてエイヘムランドに現われる。見た目は普通の少女と変わらないが、魔界の者なので十万飛んで13歳と、妖精であるシンフィーよりも大幅に年齢が上である。使い魔は蝙蝠の姿をしてるビクトル。彼女の祖父である。
『Origin』では存在しない扱いになっている。
文忌寸コザクラ（ふみのいみき -）
『Origin』からの追加キャラクター。使い魔はあずき。
ヨーコ・レッドスター
『Origin』からの追加キャラクター。使い魔はマイケル。
ペロペロ
『Origin』からの追加キャラクター。使い魔はエレクトラ。
レミエル
『ふぁいなる！』からの追加キャラクター。
パンプキンシスターズ（旧公式HPにはパンプキンガールズという名前だった）
大人しい妹のプッチーニと活発な姉のペルゥのカボチャの妖精の姉妹。ゲーム中ではショップの店番として登場する。なぜか人間に憧れており、大量の資金が必要な為、売っている商品は高額である（ペルゥが店番をしているときはサービスで僅かながらに割引ボーナスがついてくる）。

#### アマルガムと娘たち
チャイム＝ブラウン
アマルガムの三女で、光魔法と機械工学に優れている。ストーリーモードでは、エイヘムランドに向かう鉄道の車掌に変装していたが、提げていた名札ですぐにばれてしまうという、間抜けな面もある。使い魔は、戦艦型の「ジルペール」。また、ほかの姉妹は名前で呼び捨てにしている。
リンクル＝メールとメルル＝メール
アマルガムの末妹の双子（リンクルが姉、メルルが妹だが、同人版では後述する会話によって、どちらが姉なのか本人でも首を傾げてしまう）で、花や植物を操る能力に優れている。イタズラ好きで、森を魔法植物で覆ってしまう。同人版ストーリーモードでは、リンクルが主な会話を行い、メルルは会話の最後の部分を合いの手のように二回繰り返す。二人を見分ける特徴は、サイドテールが右側にあるのがリンクル、左側にあるのがメルル（ほかにも服の色が違う）。使い魔は花のような姿の「パンニオ」と「オエセル」。
スノーベリー＝ホワイト
アマルガムの次女で、冷気魔法を操るが、寒がり。同人版ストーリーモードでは、巨大な雪だるまの上に置いたコタツに入っている。今回の事件には無関心であり、ドラウプニールの欠片にもほとんど興味がない。使い魔は蛇型の「イリュシオン」。
リリー＝レクメイア
アマルガムの長女で、炎魔法を操る。妹とは対照的に直情型で、ちょっとしたことでも癇癪を起こす。同人版ストーリーモードでは、自分のスタイルで挑発してくる場面もある。使い魔は、要塞型の「ガル・ヴォルン」。
マルセム＝ユキカ
アマルガムの長男（見た目が中性的なので、プリムは最初男か女か迷っていた模様）で、空間魔法を操る。姉妹たちと比べると温厚な性格。過去にアマルガムが受けた呪いによって不治の病に侵されており、それを癒すためにドラウプニールを手にしている。しかし、ドラウプニールの魔力によって、二重人格のようになっている。人格が変わったときには、難しい単語を使い、好戦的になる。使い魔は熱帯魚のような姿の「エリクシール」。
アマルガム＝カリエス
ドラウプニールを奪った魔法使い。直接的な原因はマルセムの病のためだが、ドラウプニールが持つ強大な魔力によって操られている。普段は子供思いのやさしい母親で、プリムの母親とはかつての友である。彼女もまた、難しい単語を好んで話す。

## 移植別概要

### アーケード版
アーケードゲームへの移植作となる『トラブル☆ウィッチーズAC 〜アマルガムの娘たち〜』が2009年7月1日に稼働した。アーケード版には2名の新キャラクターの追加、ステージ演出の追加、2人同時プレイの追加要素がある 。一方で、カードの順番の任意変更は削られた。2012年2月22日にNESiCAxLive配信タイトルとして配信が開始された。
また、サウンドトラック『トラブル☆ウィッチーズAC 〜アマルガムの娘たち〜 オリジナルサウンドトラック』が、2009年9月2日にスィープレコードより発売されている
。

### Xbox 360版
『トラブル☆ウィッチーズ ねぉ!』は、Xbox LIVE アーケードでの配信が発表されたシューティングゲーム。従来と同様に横スクロール型で、Xbox LIVEを利用したオンライン協力プレイや、全世界を対象としたスコアランキングなどの要素がある。キャラクターデザインが一新し、アーケードモードでは語られなかった追加キャラクターのストーリーモードやボスアタックモードも追加されている。また、新キャラクターも2名追加されている。基本的にはアーケード版のブラッシュアップの為、ストーリーの会話や立ち絵のグラフィックが一部変更になっている。複数言語に対応しており、字幕は日本語・英語・フランス語から、音声は日本語・英語をそれぞれ個別に切り替えることが可能となっている。
2015年9月30日に事前の告知無く配信終了となった。販売元のSNKプレイモアは販売終了の理由を明かしておらず、開発元のスタジオシエスタは本作に関してはSNKプレイモア側に問い合わせてほしいとしている。なおゲームやDLCなどを購入済みの場合はXbox Liveから再DLすることは可能となっている。
本作の新規キャラクターである櫻子とリュッカは、『Origin』以降では登場していない。

### iPhoneアプリ
キャラクターをモチーフにした時計タイプの『魔女時計』が、iPhoneとiPod touchのアプリとして発売されている。開発は冒険企画局。

### Steam版
2016年11月21日に、Steamで配信されたバージョン。タイトルは『トラブル ウィッチーズ Origin ～アマルガムの娘たち～』
トラブル☆ウィッチーズACをベースに調整を加え、グラフィックを新規の物に差し替えた物。Orgin版固有のDLCが配信されており、サクセスのSTGの主人公「コットン」でプレイすることができる。

### PS4、Nintendo Switch版
『トラブル☆ウィッチーズ ふぁいなる! 〜アマルガムの娘たち〜』として、PlayStation 4とNintendo Switchにて2023年7月6日発売。発売元はロケットエンジン。『トラブル☆ウィッチーズ』の最終バージョンとして、今までのハードで発売された各バージョンの要素を取り入れた作品となるが、『ねぉ！』のみ対象外となっている。